# 済
|                 |                 |                 |                 |                 |                 |            |            |            |            |            |            |  |  |  |  |  |  |
|                 |                 |                 |                 |                 |                 |            |            |            |            |            |            |  |  |  |  |  |  |
| 讃 (421, 425年) | 讃 (421, 425年) | 讃 (421, 425年) | 讃 (421, 425年) | 讃 (421, 425年) | 讃 (421, 425年) | 珍 (438年) | 珍 (438年) | 珍 (438年) | 珍 (438年) | 珍 (438年) | 珍 (438年) |  |  |  |  |  |  |
| 讃 (421, 425年) | 讃 (421, 425年) | 讃 (421, 425年) | 讃 (421, 425年) | 讃 (421, 425年) | 讃 (421, 425年) | 珍 (438年) | 珍 (438年) | 珍 (438年) | 珍 (438年) | 珍 (438年) | 珍 (438年) |  |  |  |  |  |  |
| 済 (443, 451年) |                 |                 |                 |                 |                 |            |            |            |            |            |            |  |  |  |  |  |  |
|                 |                 |                 |                 |                 |                 |            |            |            |            |            |            |  |  |  |  |  |  |
|                 |                 |                 |                 |                 |                 |            |            |            |            |            |            |  |  |  |  |  |  |
| 興 (462年)      | 興 (462年)      | 興 (462年)      | 興 (462年)      | 興 (462年)      | 興 (462年)      | 武 (478年) | 武 (478年) | 武 (478年) | 武 (478年) | 武 (478年) | 武 (478年) |  |  |  |  |  |  |

|    |    |    |    |    |    |    |    |    |    |    |    |    |    |    |    |    |    |  |  |  |  |
|    |    |    |    |    |    |    |    |    |    |    |    |    |    |    |    |    |    |  |  |  |  |
| 賛 | 賛 | 賛 | 賛 | 賛 | 賛 | 彌 | 彌 | 彌 | 彌 | 彌 | 彌 |    |    |    |    |    |    |  |  |  |  |
| 賛 | 賛 | 賛 | 賛 | 賛 | 賛 | 彌 | 彌 | 彌 | 彌 | 彌 | 彌 |    |    |    |    |    |    |  |  |  |  |
|    |    |    |    |    |    | 済 |    |    |    |    |    |    |    |    |    |    |    |  |  |  |  |
|    |    |    |    |    |    |    |    |    |    |    |    |    |    |    |    |    |    |  |  |  |  |
|    |    |    |    |    |    |    |    |    |    |    |    |    |    |    |    |    |    |  |  |  |  |
|    |    |    |    |    |    | 興 | 興 | 興 | 興 | 興 | 興 | 武 | 武 | 武 | 武 | 武 | 武 |  |  |  |  |

|                    |                    |                    |                    |                    |                    | 15 応神 (誉田別) |                  |                  |                  |                  |                  |                            |                            |                            |                            |                            |                            |                      |                      |                      |                      |                      |                      |  |  |  |  |  |  |  |  |  |  |  |  |  |  |  |  |
|                    |                    |                    |                    |                    |                    |                  |                  |                  |                  |                  |                  |                            |                            |                            |                            |                            |                            |                      |                      |                      |                      |                      |                      |  |  |  |  |  |  |  |  |  |  |  |  |  |  |  |  |
|                    |                    |                    |                    |                    |                    | 16 仁徳 (大鷦鷯) |                  |                  |                  |                  |                  |                            |                            |                            |                            |                            |                            |                      |                      |                      |                      |                      |                      |  |  |  |  |  |  |  |  |  |  |  |  |  |  |  |  |
|                    |                    |                    |                    |                    |                    |                  |                  |                  |                  |                  |                  |                            |                            |                            |                            |                            |                            |                      |                      |                      |                      |                      |                      |  |  |  |  |  |  |  |  |  |  |  |  |  |  |  |  |
|                    |                    |                    |                    |                    |                    |                  |                  |                  |                  |                  |                  |                            |                            |                            |                            |                            |                            |                      |                      |                      |                      |                      |                      |  |  |  |  |  |  |  |  |  |  |  |  |  |  |  |  |
| 17 履中 (去来穂別) | 17 履中 (去来穂別) | 17 履中 (去来穂別) | 17 履中 (去来穂別) | 17 履中 (去来穂別) | 17 履中 (去来穂別) | 18 反正 (瑞歯別) | 18 反正 (瑞歯別) | 18 反正 (瑞歯別) | 18 反正 (瑞歯別) | 18 反正 (瑞歯別) | 18 反正 (瑞歯別) | 19 允恭 (雄朝津間稚子宿禰) | 19 允恭 (雄朝津間稚子宿禰) | 19 允恭 (雄朝津間稚子宿禰) | 19 允恭 (雄朝津間稚子宿禰) | 19 允恭 (雄朝津間稚子宿禰) | 19 允恭 (雄朝津間稚子宿禰) |                      |                      |                      |                      |                      |                      |  |  |  |  |  |  |  |  |  |  |  |  |  |  |  |  |
| 17 履中 (去来穂別) | 17 履中 (去来穂別) | 17 履中 (去来穂別) | 17 履中 (去来穂別) | 17 履中 (去来穂別) | 17 履中 (去来穂別) | 18 反正 (瑞歯別) | 18 反正 (瑞歯別) | 18 反正 (瑞歯別) | 18 反正 (瑞歯別) | 18 反正 (瑞歯別) | 18 反正 (瑞歯別) | 19 允恭 (雄朝津間稚子宿禰) | 19 允恭 (雄朝津間稚子宿禰) | 19 允恭 (雄朝津間稚子宿禰) | 19 允恭 (雄朝津間稚子宿禰) | 19 允恭 (雄朝津間稚子宿禰) | 19 允恭 (雄朝津間稚子宿禰) |                      |                      |                      |                      |                      |                      |  |  |  |  |  |  |  |  |  |  |  |  |  |  |  |  |
|                    |                    |                    |                    |                    |                    |                  |                  |                  |                  |                  |                  |                            |                            |                            |                            |                            |                            |                      |                      |                      |                      |                      |                      |  |  |  |  |  |  |  |  |  |  |  |  |  |  |  |  |
|                    |                    |                    |                    |                    |                    |                  |                  |                  |                  |                  |                  | 20 安康 (穴穂)             | 20 安康 (穴穂)             | 20 安康 (穴穂)             | 20 安康 (穴穂)             | 20 安康 (穴穂)             | 20 安康 (穴穂)             | 21 雄略 (大泊瀬幼武) | 21 雄略 (大泊瀬幼武) | 21 雄略 (大泊瀬幼武) | 21 雄略 (大泊瀬幼武) | 21 雄略 (大泊瀬幼武) | 21 雄略 (大泊瀬幼武) |  |  |  |  |  |  |  |  |  |  |  |  |  |  |  |  |

済（せい）または倭 済（わ せい、生没年不詳）は、5世紀中頃（古墳時代中期）の倭王。「倭王済」とも。
興・武の父で、「倭の五王」の1人。第19代允恭天皇に比定する説が有力視される。

## 記録

### 宋書
『宋書』列伝
夷蛮伝 倭国の条（宋書倭国伝）では、元嘉20年（443年）に「倭国王」の済は宋に遣使奉献し、珍と同様に「安東将軍 倭国王」に任じられたとする。
また元嘉28年（451年）には、済の爵号に「使持節 都督倭・新羅・任那・加羅・秦韓・慕韓六国諸軍事」が加えられ、「安東将軍」は元のままとされた。さらに済がすすめた23人は軍（将軍または軍号の意か）・郡（太守）に任じられた。その後、済が死に世子の興が遣使貢献したとする。
倭王武の上表文には、済が高句麗を討とうとしたが、その直前に亡くなったと記されている。
『宋書』本紀
文帝紀 元嘉20年（443年）是歳条では、河西国・高麗国・百済国・倭国が遣使して方物（地方名産物）を献上したとする。
また文帝紀 元嘉28年（451年）7月甲辰条では、「安東将軍 倭王」の倭済が「安東大将軍」に進号されたとする（倭国伝の進号記事と将軍号は異同）。
さらに孝武帝紀 大明4年（460年）12月丁未条では、倭国が遣使して方物を献上したとする（済または興の遣使か）。

### 梁書
『梁書』列伝
諸夷伝 倭の条（梁書倭伝）では、「彌」の死後に子の済が立ち、その死後は子の興が立ったとする。

### 南史
『南史』夷貊伝 倭国の条（南史倭国伝）では、『宋書』列伝の内容が記述されている。
| 年    | 高句麗             | 百済               | 倭                               |
| ----- | ------------------ | ------------------ | -------------------------------- |
| 317年 | <東晋建国>         | <東晋建国>         | <東晋建国>                       |
| 372年 |                    | 鎮東将軍（余句）   |                                  |
| 386年 |                    | 鎮東将軍（余暉）   |                                  |
| 413年 | 征東将軍（高璉）   |                    |                                  |
| 416年 | 征東大将軍（高璉） | 鎮東将軍（余映）   |                                  |
| 420年 | <宋建国>           | <宋建国>           | <宋建国>                         |
| 420年 | 鎮東大将軍（余映） |                    |                                  |
| 421年 |                    |                    | （安東将軍?（倭讃））            |
| 438年 |                    |                    | 安東将軍（倭珍）                 |
| 443年 |                    |                    | 安東将軍（倭済）                 |
| 451年 |                    |                    | 安東大将軍（倭済） （安東将軍?） |
| 457年 |                    | 鎮東大将軍（余慶） |                                  |
| 462年 |                    |                    | 安東将軍（倭興）                 |
| 463年 | 車騎大将軍（高璉） |                    |                                  |
| 478年 |                    |                    | 安東大将軍（倭武）               |
| 479年 | <南斉建国>         | <南斉建国>         | <南斉建国>                       |
| 479年 |                    | 鎮東大将軍（倭武） |                                  |
| 480年 | 驃騎大将軍（高璉） | 鎮東大将軍（牟都） |                                  |
| 490年 |                    | 鎮東大将軍（牟大） |                                  |
| 494年 | 征東大将軍（高雲） |                    |                                  |
| 502年 | <梁建国>           | <梁建国>           | <梁建国>                         |
| 502年 | 車騎大将軍（高雲） | 征東大将軍（牟大） | 征東将軍（倭武） （征東大将軍?） |

## 考証

### 済と珍の続柄について
『宋書』の記事では、済は珍との続柄が何も記されていないことから異なる氏族グループではないかという説が呈されてきた。しかし『宋書』文帝紀に『安東将軍倭王倭済』と記されており、済は讃・珍と同じ倭姓を名乗る父系の氏族だと宋の側でも認識していたのではないかとする説がある。ただ、続柄を名乗らないため済・珍は同じ一族ではあるが近い血縁関係ではないとする説があり、『日本書紀』では仁徳天皇以降の王位継承における争いが見えることから、そのような王位を巡る抗争の存在可能性が指摘される。また、特に珍の時代の有力王族として倭隋の存在が見えるため、当時は2つの王族勢力（百舌鳥古墳群・古市古墳群）があったとして、済はこの倭隋の系統とする説がある。

### 460年記事について
『宋書』孝武帝紀の大明4年（460年）記事では、倭国の遣使を伝えるが、遣使主体の名前を明らかとしない。これに関して、新王の遣使ならば冊封を受けるのが通例として主体を済とする説がある一方、『宋書』倭国伝の興の遣使記事との対応を見る説もある。

### 朝鮮への侵攻について
『三国史記』では440年・444年に倭が新羅に侵攻したと見えるほか、『日本書紀』の修正紀年でも442年に倭が新羅を討ったとするため、実際に440年代初頭に倭が軍事行動を起こしたとする説がある。配下への叙任が443年から下る451年になって実施されているため、これを軍事行動の論功行賞とも、この頃にようやく済が王位を固めたとも推測される。

### 天皇系譜への比定
『日本書紀』・『古事記』の天皇系譜への比定としては、済を允恭天皇（第19代）とする説が有力視される。この説は、「武 = 雄略天皇」が有力視されることから、武以前の系譜と天皇系譜とを比較することに基づく。記紀では允恭天皇・安康天皇が相次いで死去する伝承が記されており、武の上表文に「奄喪父兄（にわかに父兄を失う）」と見える記述はこれとも対応する。ただし系譜以外の論証が確かでないことから、音韻・系譜の使い分けによる恣意的な比定を批判する説もある。
なお、記紀の伝える天皇の和風諡号として反正天皇までは「○○ワケ」であるのに対し、允恭天皇・安康天皇・雄略天皇に「ワケ」は付かないことなどから、允恭天皇以後の王統（済以後の王統）の変質を指摘する説がある。

### 墓の比定
倭の五王の活動時期において、大王墓は百舌鳥古墳群・古市古墳群（大阪府堺市・羽曳野市・藤井寺市）で営造されているため、済の墓もそのいずれかの古墳と推測される。これらの古墳は現在では宮内庁により陵墓に治定されているため、考古資料に乏しく年代を詳らかにしないが、一説に済の墓は市野山古墳（現在の允恭天皇陵）に比定される。
また他の考古資料として稲荷台1号墳（千葉県市原市）出土の「王賜」銘鉄剣について、「王」と書くのみで自明な人物であることから、この「王」を済（または珍）に比定する説がある。ただし稲荷山古墳出土鉄剣銘文・江田船山古墳出土鉄刀銘文の「大王」とは一線を画する点が注意される。

### 済の爵号について
『宋書』には、済の爵号が「安東将軍」とする記録と「安東大将軍」とする異なる記録があり、議論がある。『宋書』夷蛮伝・倭国条は、済は、元嘉20年に「安東将軍 倭国王」に封じられ、元嘉28年に「使持節 都督倭・新羅・任那・加羅・秦韓・慕韓六国諸軍事」が加号されたが、「安東将軍」は元のままとされた。一方、『宋書』本紀は、元嘉28年に「安東将軍」から「安東大将軍」に進号されたと記している。また、『冊府元亀』巻九六三・外臣部・封冊一も「（宋・文帝元嘉）二十八年七月，安東将軍倭王済，進号安東大将軍」と記述しており、元嘉28年に「安東将軍」から「安東大将軍」に進号されたと記している。
済の爵号が「安東将軍」、もしくは「安東大将軍」について、3つの解釈に大別される。
1. 夷蛮伝・倭国条が正しく、本紀が誤りであり、爵号は「安東将軍」の元のままであるとする説（支持者：池内宏[19]、宮崎市定[19]、西嶋定生[19]）
2. 本紀が正しく、夷蛮伝・倭国条が誤りであり、爵号は「安東将軍」から「安東大将軍」に進号されたとする説（支持者：高寛敏[19]、田中俊明[19]）
3. 夷蛮伝・倭国条と本紀の両方とも正しく、時間差を考慮して、まず「安東将軍」が授与され、まもなく「安東大将軍」に進号されたとする説（支持者：坂元義種[19]、吉村武彦[20]、荊木美行[20]）

現在の日本では、2.もしくは3.が通説である。一方、韓国では、高句麗王が「征東大将軍」、百済王が「鎮東大将軍」を得たのに対し、倭王が「安東将軍」止まりであるならば、国際的地位に大きな見解の差が生じ、高句麗王と百済王が上位、倭王が下位という優劣の序列とも解釈できるため、1.の主張がみられる。
朴鍾大は、以下のように主張している。
延敏洙は、以下のように主張している
石井正敏は、夷蛮伝・倭国条は、元嘉20年に「安東将軍 倭国王」に冊封された済が、元嘉28年に「使持節 都督倭・新羅・任那・加羅・秦韓・慕韓六国諸軍事」を加号されたことを、「使持節 都督倭・新羅・任那・加羅・秦韓・慕韓六国諸軍事。安東将軍如故。」と記しているが、その記事に済が元嘉20年に得た爵号「倭国王」が記されていないことを指摘しており、夷蛮伝・倭国条の済の任官記事「安東将軍故ノ如シ」に着目している。すなわち、「（官爵号）如故（もとノごとシ）」という表現は、同じ夷蛮伝の中における高句麗王および百済王が進号・加号された場合、以前得た爵号を継承する場合、「王」号も必ず「如故」と記している。一方、済の場合、「安東将軍」のみが「如故」とされ、「倭国王」は欠落しており、本来は「如故」称号に「（倭国）王」が含まれていなければならないが、同じ夷蛮伝の中における高句麗王・百済王と比べて表現方法に不可解な相違がある。もう一つ、夷蛮伝・倭国条の元嘉28年条の記事で注目されるのは、ほかならぬ「安東将軍如故」とあることである。『宋書』夷蛮伝や氐胡伝をみると、「如故」とする場合は、爵号のフルネームを記さず、略称を用いるのが一般的であり、高句麗王の場合、「使持節→持節」「散騎常侍→常侍」「都督営州諸軍事→都督」「高句麗王→王」「楽浪公→公」と略称が用いられている。氐胡伝における楊文度の場合（元徽4年）、

（前官）

（新除）
この「将軍如故」の将軍は「寧朔将軍」を指しており、やはり「如故」とする場合は、爵号のフルネームを記さず、略称が用いられている。また済が元嘉28年に除正を求めた記事には、「并除所上二十三人軍，郡。」と記すが、この記事の「除…軍，郡」は将軍号・郡太守号の略称である。これらの例から、「○○将軍」号が「如故」とされる場合は、「○○将軍如故」ではなく、「将軍如故」もしくは「軍如故」と具体名は省略されるのが一般的であるとみなされる。すなわち、問題とする済の場合、元来略称が用いられるべきところに、わざわざ「安東将軍如故」とフルネームが使われていることに、却って問題を感じるのであり、少なくとも夷蛮伝において異例の表現であることは明らかである。
石井正敏は、本紀は、安東大将軍に進号した月日や「安東将軍」から「安東大将軍」に進号する、とまで具体的に記しているため、済の爵号が「安東大将軍」とする本紀の記録は信頼性があるという常識的理解のうえで、夷蛮伝・倭国条の表記の異例に注目すると、倭国条元嘉28年条の原文における誤脱を指摘しており、元来「二十八年，加使持節，都督倭新羅任那加羅秦韓慕韓六國諸軍事，進号安東大將軍。王如故。」と記すべきものが、誤脱が生じた結果「二十八年，加使持節，都督倭新羅任那加羅秦韓慕韓六國諸軍事，安東將軍如故。」と伝わった可能性を指摘している。石井正敏は、「もちろん史料原文の誤脱を安易に主張することは厳に慎まなければならないことを十分に認識している。しかしそれでもなお、この部分については誤脱を想定するに十分な理由があるように思われる」として、夷蛮伝は早くに散逸し、遠く10世紀の趙匡胤の宋代に補われた可能性を指摘しており、元嘉28年に済が得た爵号は本紀の通り「安東大将軍」であり、高句麗王（「征東大将軍」）および百済王（「鎮東大将軍」）と倭王に上下優劣の序列があるという主張には従えないと批判している。